# Dominique Mamberti
Dominique François Joseph Mamberti (7 de março de 1952) é um cardeal francês de origem marroquina, atual Prefeito do Supremo Tribunal da Assinatura Apostólica e cardeal-protodiácono do Colégio dos Cardeais.
Em 8 de maio de 2025, foi encarregado de anunciar ao mundo a escolha do Papa Leão XIV, com a célebre frase Habemus Papam.

## Biografia
Na década de 1960, ele vive com sua família em Belfort, onde, em seguida, participou da Igreja de Nossa Senhora dos Anjos, em que ele fez a sua profissão de fé em junho de 1965.
Ele tem formação acadêmica em direito civil e canônico. Ele fala francês, italiano, inglês e espanhol.

## Vida eclesiástica
Foi ordenado padre em 20 de setembro de 1981 por Jean-Charles Thomas, bispo de Ajaccio, sendo incardinado naquela diocese.
Ele entrou para o serviço diplomático da Santa Sé e trabalhou nas nunciaturas apostólicas na Argélia, Chile e no Líbano, no escritório da Santa Sé na Sede das Nações Unidas em Nova Iorque e na Seção para as Relações com os Estados da Secretaria de Estado da Santa Sé.
Eleito arcebispo titular de Sagona e nomeado núncio para o Sudão e delegado apostólico para a Somália em 18 de maio de 2002, foi consagrado em 3 de julho pelo Cardeal Angelo Sodano, cardeal-bispo de Albano, secretário de Estado, assistido por Robert Sarah, arcebispo emérito de Conakry, secretário da Congregação para a Evangelização dos Povos, e por André Jean-René-Lacrampe, Ist. del Prado, bispo de Ajaccio. Foi nomeado núncio para a Eritreia em 19 de fevereiro de 2004; ao mesmo tempo, ele deixou de ser delegado apostólico para a Somália. Em 15 de setembro de 2006 foi nomeado secretário para as Relações com os Estados da Secretaria de Estado. Em 5 de fevereiro de 2007, ele foi premiado com o Cavaleiro Grã-Cruz da Ordem do Mérito da República Italiana. Em 2009, foi feito Comendador da Legião de Honra.
Mamberti é considerado um expert em América Latina, em Nações Unidas, África, Oriente Médio e Islamismo.
Em junho de 2010, Mamberti visitou Cuba e passou vários dias na ilha, marcando 75 anos de relações diplomáticas entre o Vaticano e Cuba e participando de uma conferência nacional sobre os ensinamentos sociais da Igreja. Ele se reuniu com o ditador comunista Raul Castro, dizendo depois que as relações bilaterais são "cordial, contínua e em ascensão." "A visita do (arcebispo) Mamberti também mostrou a evolução favorável das relações entre o Estado e a Igreja Católica em Cuba", disse uma nota do governo cubano.
Mamberti, dirigindo-se às Nações Unidas, em setembro de 2011, chamou de "decisões corajosas" em direção à solução de dois Estados para a Terra Santa, após os líderes palestinos solicitaram adesão total à ONU para o Estado Palestino. O arcebispo Mamberti não disse se o Vaticano apoiou explicitamente a iniciativa da ONU junto aos palestinos. Ele acrescentou que o Vaticano considerou que a oferta palestina "na perspectiva de esforços para encontrar uma solução definitiva" para a questão israelo-palestiniano - uma questão abordada por uma resolução da ONU de 1947, que previa a criação de dois estados. "Um deles já foi criado, enquanto o outro ainda não foi estabelecida, embora quase 64 anos se passaram. A Santa Sé está convencida de que, se queremos a paz, é necessário adotar decisões corajosas", disse.
Na abertura da Assembleia Geral da ONU em setembro de 2012, Mamberti disse que a lei internacional é "solidamente baseada na dignidade e natureza da humanidade, em outras palavras, sobre a lei natural." Ele chamou a atenção dos delegados da ONU "para a linguagem da Carta das Nações Unidas e da Declaração Universal dos Direitos do Homem, que afirmam a importância da lei natural. O direito internacional vai ganhar reconhecimento e respeito", disse ele, "se for reconhecido como protegendo todas as pessoas e nações, que não favorece os poderosos". "Tal será possível", disse ele, "se a legislação a nível internacional for marcada pelo respeito à dignidade da pessoa humana, começando com a centralidade do direito à vida e à liberdade de religião."
Em um outro local no início de outubro de 2012, Mamberti falou do tema da assembleia que foi o "ajuste ou solução das controvérsias ou situações internacionais por meios pacíficos." Em seu discurso em língua francesa, lamentou a "perda de fé no valor do diálogo, e a tentação de favorecer a priori um dos lados em conflitos regionais e nacionais", dizendo que isso ameaça "o respeito aos mecanismos jurídicos da Organização das Nações Unidas." O arcebispo Mamberti referiu-se especificamente a situações no Oriente Médio, especialmente na Síria, onde "A solução é impossível se não respeitar as normas do direito internacional e humanitário, ou cai fora dos mecanismos estabelecidos na Carta das Nações Unidas", afirmou. "Todas as partes interessadas devem não só facilitar a missão do enviado especial das Nações Unidas e da Liga Árabe, mas também garantir a assistência humanitária às populações que sofrem. A comunidade internacional deve unir os seus esforços para que todos os lados substituam a corrida às armas com negociação, assim como se deve insistir no respeito efetivo à liberdade religiosa, os direitos humanos e todas as liberdades fundamentais."
Em julho 2014 comentando sobre a situação em Gaza, Mamberti enviou uma nota formal a todos os embaixadores acreditados junto a Santa Sé, chamando sua atenção para os apelos do Papa Francisco para os cristãos no Iraque e em outras partes do Oriente Médio. Mamberti disse que a Santa Sé está "profundamente preocupada" com o sofrimento dos cristãos na região. "Comunidades cristãs sofrem injustamente, eles estão com medo, e muitos cristãos foram forçados a emigrar", disse ele.
Foi nomeado prefeito do Supremo Tribunal da Assinatura Apostólica em 8 de novembro de 2014.
Em 4 de janeiro de 2015, o Papa Francisco anunciou a sua criação como cardeal, no Consistório Ordinário Público de 2015. Foi criado cardeal-diácono de Santo Espírito em Sassia, recebendo o barrete e o anel cardinalício em 14 de fevereiro.

## Cardeal Protodiácono
Com a morte do cardeal Renato Raffaele Martino em 28 de outubro de 2024, tornou-se o cardeal-protodiácono do Colégio dos Cardeais. No dia 8 de maio de 2025, o Cardeal Mamberti anunciou a eleição do Papa Leão XIV.